# Агстев
Агсте́в, Акстафа́ или Агстафа (Акстафачай, Акстафинка; арм. Աղստև, азерб. Ağstafaçay) — река в Армении и Азербайджане, правый приток Куры. Длина 133 км, площадь бассейна 2589 км².
Берёт начало на территории Армении, на около горы Тежлер — одной из вершин Памбакского хребта. Генеральным направлением течения реки является северо-восток. В верховьях Агстев — горная река, текущая в узком лесистом ущелье, несколько расширяющемся у города Дилижан. Ниже протекает в более широкой долине. Впадает в Куру около Кёлхалфали.
Средний расход воды — 8,22 м³/с, годовой сток — 256 млн м³. Воды реки используются для орошения виноградников.
Крупнейшие притоки — Блдан, Сарнаджур, Воскепар, Гетик, Агдан.
На реке расположены города Дилижан, Иджеван, Казах, а также два русских поселения Армении — Лермонтово и Фиолетово.
По Агстевской долине когда-то проходил один из древних торговых путей Армении и Закавказья.
На перевалах и в глухих ущельях, на шоссейных и просёлочных дорогах в долине реки Агстев встречаются родники, искусно оформленные мастерами-каменотёсами из розово-сиреневого камня.

## Примечание
1. 1 2 3 4  Акстафа́ // Словарь названий гидрографических объектов России и других стран — членов СНГ / под ред. Г. И. Донидзе. — М.: Картгеоцентр — Геодезиздат, 1999. — С. 16. — ISBN 5-86066-017-0.
2. 1 2 3  № 316. Река Акстафа (Агстев, Акстафинка) // Гидрологическая изученность. Том 9. Закавказье и Дагестан. Выпуск 1. Западное Закавказье / под ред. Т. Н. Джапаридзе. — Л.: Гидрометеоиздат, 1964. — 224 с. — (Ресурсы поверхностных вод СССР).
3. 1 2 3 4  Акстафа́ // Большая советская энциклопедия : [в 30 т.] / гл. ред.  А. М. Прохоров. — 3-е изд. — М. : Советская энциклопедия, 1969—1978.
4. 1 2 3 4  Армения : Общегеографическая карта : Масштаб 1:500 000 / ред. Г. В. Поздняк. — М.: Роскартография, 2005. — (Страны мира «Азия»). — ISBN 5-85120-196-7.
5. 1 2  Азербайджан : Общегеографическая карта : Масштаб 1:750 000 / гл. ред. Г. В. Поздняк; ред.: Г. Ф. Кравченко, Н. Р. Монахова. — М.: Роскартография, 2005. — (Страны мира «Азия»). — 200 экз. — ISBN 5-85120-235-1.
6. ↑  Атлас мира / сост. и подгот. к изд. ПКО «Картография» в 2009 г. ; гл. ред. Г. В. Поздняк. — М. : ПКО «Картография» : Оникс, 2010. — 256 с. — ISBN 978-5-85120-295-7 (Картография). — ISBN 978-5-488-02609-4 (Оникс).
7. ↑  Лист карты K-38-114 Дилижан. Масштаб: 1 : 100 000. Издание 1976 г.
8. ↑  «Вокруг света» № 6 (2525) 1984 г. «Эхо Агстевской долины». www.vokrugsveta.ru. Дата обращения: 11 сентября 2019. Архивировано 30 января 2013 года.